# Scarabaeus andreaei
Scarabaeus andreaei är en skalbaggsart som beskrevs av Zur Strassen 1963. Scarabaeus andreaei ingår i släktet Scarabaeus och familjen bladhorningar. Inga underarter finns listade i Catalogue of Life.